# Singulární řešení
Singulární řešení ys(x) obyčejné diferenciální rovnice je řešení, které je singularitou, nebo takové, u jehož počáteční úlohy (některými autory nazývané Cauchyho problém) je v některém bodě řešení porušena jednoznačnost. Řešení může být singulární na množině tvořené jediným bodem i celou reálnou osou. Řešení, u kterých dochází k porušení jednoznačnosti, nemusí být singulární funkce.
V některých případech se termín singulární řešení používá pouze pro taková řešení, u nichž je porušena jednoznačnost počáteční úlohy v každém bodě křivky. Singulární řešení v tomto silnějším smyslu je často dáno tečnou ke každému řešení z rodiny řešení. Tečnou míníme bod x, ve kterém ys(x) = yc(x) a y's(x) = y'c(x), kde yc je řešení z rodiny řešení parametrizovaných parametrem c. To znamená, že singulární řešení je obalovou křivkou rodiny řešení.
Diferenciální rovnice má obvykle singulární řešení tehdy, když se v ní vyskytuje dělení výrazem, který může nabývat nulové hodnoty. Proto při řešení diferenciální rovnice, v níž se vyskytuje dělení nějakým výrazem, musíme zkontrolovat, co se stane, když se tento výraz rovná nule, a zda to nevede k singulárnímu řešení. Pro vyloučení existence singulárního řešení lze použít Picardovu–Lindelöfovu větu, která dává postačující podmínky pro existenci jednoznačného řešení. Další věty, jako například Peanova existenční věta, dávají postačující podmínky pro existenci řešení bez záruky jednoznačnosti, což může umožnit existenci singulárního řešení.

## Divergentní řešení
Uvažujme homogenní lineární obyčejnou diferenciální rovnici
{\displaystyle xy'(x)+2y(x)=0,\,\!}
kde apostrof znamená derivaci podle x. Obecným řešením této rovnice je
{\displaystyle y(x)=Cx^{-2}.\,\!}
Pro libovolnou hodnotu {\displaystyle C} je toto řešení hladké s výjimkou bodu {\displaystyle x=0}, kde řešení diverguje. Navíc pro dané {\displaystyle x\not =0}, se jedná o jednoznačné řešení procházející bodem {\displaystyle (x,y(x))}.

## Porušení jednoznačnosti
Uvažujme diferenciální rovnici
{\displaystyle y'(x)^{2}=4y(x).\,\!}
Jednoparametrická rodina řešení této rovnice je dána vzorcem
{\displaystyle y_{c}(x)=(x-c)^{2}.\,\!}
Jiné řešení je dané vztahem
{\displaystyle y_{s}(x)=0.\,\!}
Protože zkoumaná rovnice je prvního řádu, počáteční podmínkou jsou počáteční hodnoty x a y. Při uvažování uvedených dvou množin řešení vidíme, že pro {\displaystyle y=0} je porušena jednoznačnost. (Lze ukázat, že jestliže pro {\displaystyle y>0} vybereme jednu větev odmocniny, pak existuje lokální řešení, které je jednoznačné díky Picardově–Lindelöfově větě.) To znamená, že výše uvedená řešení jsou vesměs singulární v tom smyslu, že žádné není jednoznačné v okolí jednoho nebo více bodů. (Obvykle říkáme, že v těchto bodech je „porušena jednoznačnost“.) Pro první množinu řešení je jednoznačnost porušena v jednom bodě, {\displaystyle x=c}, pro druhé řešení pro každou hodnotu {\displaystyle x}. Řešení {\displaystyle y_{s}} je tedy singulárním řešením v silnějším smyslu, že je nejednoznačné pro každou hodnotu x. Nejedná se však o singularitu, protože řešení i všechny jeho derivace jsou spojité.
V tomto příkladě je řešení {\displaystyle y_{s}(x)=0} obálkou rodiny řešení {\displaystyle y_{c}(x)=(x-c)^{2}}. Řešení {\displaystyle y_{s}} je tečnou ke každé křivce {\displaystyle y_{c}(x)} v bodě {\displaystyle (c,0)}.
Porušení jednoznačnosti lze použít pro konstrukci více řešení. Ta lze nalézt použitím dvou konstant {\displaystyle c_{1}<c_{2}} a definováním řešení {\displaystyle y(x)}, aby bylo {\displaystyle (x-c_{1})^{2}} pro {\displaystyle x<c_{1}}, aby bylo {\displaystyle 0} pro {\displaystyle c_{1}\leq x\leq c_{2}}, a aby bylo {\displaystyle (x-c_{2})^{2}} pro {\displaystyle x>c_{2}}. Přímý výpočet ukazuje, že se jedná o řešení diferenciální rovnice v každém bodě, včetně {\displaystyle x=c_{1}} a {\displaystyle x=c_{2}}. Pro tato řešení je jednoznačnost porušena na intervalu {\displaystyle c_{1}\leq x\leq c_{2}}, a řešení jsou singulární v tom smyslu, že druhá derivace neexistuje v bodech {\displaystyle x=c_{1}} a {\displaystyle x=c_{2}}.

## Další příklad porušení jednoznačnosti
Předchozí příklad může dávat mylnou představu, že porušení jednoznačnosti má přímou souvislost s {\displaystyle y(x)=0}. Porušení jednoznačnosti je vidět také v následujícím příkladě Clairautovy rovnice:
{\displaystyle y(x)=x\cdot y'+(y')^{2}\,\!}
Pokud použijeme substituci y' = p, pak
{\displaystyle y(x)=x\cdot p+(p)^{2}.\,\!}
Zderivujeme podle x:
{\displaystyle p=y'=p+xp'+2pp'\,\!}
což po jednoduché algebraické úpravě dává
{\displaystyle 0=(2p+x)p'.\,\!}
Tato podmínka je splněna pro 2p+x=0 a pro p'=0.
Pokud p'  = 0, znamená to, že y' = p = c = konstanta a obecné řešení této nové rovnice je:
{\displaystyle y_{c}(x)=c\cdot x+c^{2}\,\!}
kde c je určeno počáteční hodnotou.
Pokud x + 2p = 0, pak dostaneme, že p = −(1/2)x a substitucí do původní rovnice dostaneme
{\displaystyle y_{s}(x)=-(1/2)x^{2}+(-(1/2)x)^{2}=-(1/4)\cdot x^{2}.\,\!}
Nyní zkontrolujeme, kdy jsou tato řešení singulární. Jestliže se dvě řešení navzájem protínají, neboli obě procházejí stejným bodem (x,y), pak v tomto bodě dochází k porušení jednoznačnosti pro obyčejnou diferenciální rovnici prvního řádu. V tomto bodě je tedy porušena jednoznačnost, pokud řešení prvního tvaru protíná druhé řešení.
Podmínka pro průsečík je : ys(x) = yc(x). Abychom nalezli průsečík, řešíme rovnici
{\displaystyle c\cdot x+c^{2}=y_{c}(x)=y_{s}(x)=-(1/4)\cdot x^{2}\,\!}
což dává {\displaystyle (-2c,-c^{2})}.
Můžeme ověřit, že křivky jsou v tomto bodě tečny y's(x) = y'c(x). Počítáme derivace:
{\displaystyle y_{c}'(-2\cdot c)=c\,\!}
{\displaystyle y_{s}'(-2\cdot c)=-(1/2)\cdot x|_{x=-2\cdot c}=c.\,\!}
Tudíž,
{\displaystyle y_{s}(x)=-(1/4)\cdot x^{2}\,\!}
je tečnou ke každému členu jednoparametrické rodiny řešení
{\displaystyle y_{c}(x)=c\cdot x+c^{2}\,\!}
této Clairautovy rovnice:
{\displaystyle y(x)=x\cdot y'+(y')^{2}.\,\!}